# Ramón Echegaray
Ramón Echegaray (nascido em 1 de abril de 1935) é um ex-ciclista venezuelano. Participou nos Jogos Olímpicos de 1952 em Helsinque, terminando em vigésimo lugar nos 4000 m perseguição por equipes.